# Supercopa de Honduras 2017
La Supercopa de Honduras 2017 también conocida como «Supercopa Televicentro», por motivos de patrocinio,
fue la I edición de la Supercopa de Honduras. Se disputó a un solo partido en el Estadio Francisco Morazán de la ciudad de San Pedro Sula, el día miércoles 2 de agosto de 2017. Esta edición enfrentó al bicampeón de Liga de los torneos Apertura 2016 y Clausura 2017, el Motagua; y al Marathón, campeón de la Copa Presidente de la misma temporada.
El Motagua ganó la primera edición del torneo, tras vencer 2 por 1 al Marathón en el tiempo regular con goles de Erick Andino y Félix Crisanto, por los Verdes descontó Júnior Lacayo a 7 minutos del final.

## Participantes
Los equipos participantes se eligieron a lo largo del año futbolístico 2016-17 al coronarse en los torneos de Liga y Copa.
| Equipo   | Clasificación                                               |
| -------- | ----------------------------------------------------------- |
| Motagua  | Bicampeón de la Liga Nacional de Fútbol (A. 2016 y C. 2017) |
| Marathón | Campeón de la Copa Presidente (2017)                        |

## Resultado

### Partido único
| 19    | POR   | Jonathan Rougier   |     |
| 2     | DEF   | Juan Montes        |     |
| 5     | DEF   | Marcelo Pereira    |     |
| 31    | DEF   | Klifox Bernárdez   |     |
| 27    | DEF   | Félix Crisanto     |     |
| 8     | MED   | Walter Martínez    | 46' |
| 16    | MED   | Héctor Castellanos |     |
| 6     | MED   | Reinieri Mayorquín | 65' |
| 34    | MED   | Kevin López        | 66' |
| 10    | DEL   | Erick Andino       | 79' |
| 11    | DEL   | Marco Tulio Vega   | 86' |
| D. T. | D. T. | Diego Vásquez      |     |

| 29    | POR   | José Calderón   |     |
| 23    | DEF   | Johnny Leverón  |     |
| 2     | DEF   | Bryan Bernárdez | 52' |
| 4     | DEF   | Caue Fernandes  |     |
| 12    | DEF   | Carlos Perdomo  |     |
| 48    | MED   | Cristian Cálix  | 82' |
| 16    | MED   | Allan Banegas   |     |
| 19    | MED   | Mario Berríos   | 68' |
| 3     | MED   | Samuel Córdova  |     |
| 8     | DEL   | Júnior Lacayo   |     |
| 27    | DEL   | Yustin Arboleda | 74' |
| D. T. | D. T. | Héctor Vargas   |     |

| 7  | Centrocampista | Carlos Discua    | 46' |
| 23 | Centrocampista | Deybi Flores     | 65' |
| 18 | Defensa        | Wilmer Crisanto  | 66' |
| 12 | Centrocampista | Marcelo Santos   | 79' |
| 9  | Delantero      | Rubilio Castillo | 86' |

| 24 | Delantero      | Yaudel Lahera  | 52' |
| 17 | Centrocampista | Wilmer Fuentes | 68' |
| 10 | Centrocampista | Joshua Vargas  | 74' |
| 6  | Centrocampista | John Suazo     | 82' |

| 66' · 76' | Erick Andino Félix Crisanto | 1:0 2:0 |

| 83' | Júnior Lacayo | 2:1 |

| Principal | Orlando Hernández |

| 19    | POR   | Jonathan Rougier   |     |
| 2     | DEF   | Juan Montes        |     |
| 5     | DEF   | Marcelo Pereira    |     |
| 31    | DEF   | Klifox Bernárdez   |     |
| 27    | DEF   | Félix Crisanto     |     |
| 8     | MED   | Walter Martínez    | 46' |
| 16    | MED   | Héctor Castellanos |     |
| 6     | MED   | Reinieri Mayorquín | 65' |
| 34    | MED   | Kevin López        | 66' |
| 10    | DEL   | Erick Andino       | 79' |
| 11    | DEL   | Marco Tulio Vega   | 86' |
| D. T. | D. T. | Diego Vásquez      |     |

| 29    | POR   | José Calderón   |     |
| 23    | DEF   | Johnny Leverón  |     |
| 2     | DEF   | Bryan Bernárdez | 52' |
| 4     | DEF   | Caue Fernandes  |     |
| 12    | DEF   | Carlos Perdomo  |     |
| 48    | MED   | Cristian Cálix  | 82' |
| 16    | MED   | Allan Banegas   |     |
| 19    | MED   | Mario Berríos   | 68' |
| 3     | MED   | Samuel Córdova  |     |
| 8     | DEL   | Júnior Lacayo   |     |
| 27    | DEL   | Yustin Arboleda | 74' |
| D. T. | D. T. | Héctor Vargas   |     |

| 7  | Centrocampista | Carlos Discua    | 46' |
| 23 | Centrocampista | Deybi Flores     | 65' |
| 18 | Defensa        | Wilmer Crisanto  | 66' |
| 12 | Centrocampista | Marcelo Santos   | 79' |
| 9  | Delantero      | Rubilio Castillo | 86' |

| 24 | Delantero      | Yaudel Lahera  | 52' |
| 17 | Centrocampista | Wilmer Fuentes | 68' |
| 10 | Centrocampista | Joshua Vargas  | 74' |
| 6  | Centrocampista | John Suazo     | 82' |

| 66' · 76' | Erick Andino Félix Crisanto | 1:0 2:0 |

| 83' | Júnior Lacayo | 2:1 |

| Principal | Orlando Hernández |

| 19    | POR   | Jonathan Rougier   |     |
| 2     | DEF   | Juan Montes        |     |
| 5     | DEF   | Marcelo Pereira    |     |
| 31    | DEF   | Klifox Bernárdez   |     |
| 27    | DEF   | Félix Crisanto     |     |
| 8     | MED   | Walter Martínez    | 46' |
| 16    | MED   | Héctor Castellanos |     |
| 6     | MED   | Reinieri Mayorquín | 65' |
| 34    | MED   | Kevin López        | 66' |
| 10    | DEL   | Erick Andino       | 79' |
| 11    | DEL   | Marco Tulio Vega   | 86' |
| D. T. | D. T. | Diego Vásquez      |     |

| 29    | POR   | José Calderón   |     |
| 23    | DEF   | Johnny Leverón  |     |
| 2     | DEF   | Bryan Bernárdez | 52' |
| 4     | DEF   | Caue Fernandes  |     |
| 12    | DEF   | Carlos Perdomo  |     |
| 48    | MED   | Cristian Cálix  | 82' |
| 16    | MED   | Allan Banegas   |     |
| 19    | MED   | Mario Berríos   | 68' |
| 3     | MED   | Samuel Córdova  |     |
| 8     | DEL   | Júnior Lacayo   |     |
| 27    | DEL   | Yustin Arboleda | 74' |
| D. T. | D. T. | Héctor Vargas   |     |

| 7  | Centrocampista | Carlos Discua    | 46' |
| 23 | Centrocampista | Deybi Flores     | 65' |
| 18 | Defensa        | Wilmer Crisanto  | 66' |
| 12 | Centrocampista | Marcelo Santos   | 79' |
| 9  | Delantero      | Rubilio Castillo | 86' |

| 24 | Delantero      | Yaudel Lahera  | 52' |
| 17 | Centrocampista | Wilmer Fuentes | 68' |
| 10 | Centrocampista | Joshua Vargas  | 74' |
| 6  | Centrocampista | John Suazo     | 82' |

| 66' · 76' | Erick Andino Félix Crisanto | 1:0 2:0 |

| 83' | Júnior Lacayo | 2:1 |

| Principal | Orlando Hernández |

| 19    | POR   | Jonathan Rougier   |     |
| 2     | DEF   | Juan Montes        |     |
| 5     | DEF   | Marcelo Pereira    |     |
| 31    | DEF   | Klifox Bernárdez   |     |
| 27    | DEF   | Félix Crisanto     |     |
| 8     | MED   | Walter Martínez    | 46' |
| 16    | MED   | Héctor Castellanos |     |
| 6     | MED   | Reinieri Mayorquín | 65' |
| 34    | MED   | Kevin López        | 66' |
| 10    | DEL   | Erick Andino       | 79' |
| 11    | DEL   | Marco Tulio Vega   | 86' |
| D. T. | D. T. | Diego Vásquez      |     |

| 29    | POR   | José Calderón   |     |
| 23    | DEF   | Johnny Leverón  |     |
| 2     | DEF   | Bryan Bernárdez | 52' |
| 4     | DEF   | Caue Fernandes  |     |
| 12    | DEF   | Carlos Perdomo  |     |
| 48    | MED   | Cristian Cálix  | 82' |
| 16    | MED   | Allan Banegas   |     |
| 19    | MED   | Mario Berríos   | 68' |
| 3     | MED   | Samuel Córdova  |     |
| 8     | DEL   | Júnior Lacayo   |     |
| 27    | DEL   | Yustin Arboleda | 74' |
| D. T. | D. T. | Héctor Vargas   |     |

| 7  | Centrocampista | Carlos Discua    | 46' |
| 23 | Centrocampista | Deybi Flores     | 65' |
| 18 | Defensa        | Wilmer Crisanto  | 66' |
| 12 | Centrocampista | Marcelo Santos   | 79' |
| 9  | Delantero      | Rubilio Castillo | 86' |

| 24 | Delantero      | Yaudel Lahera  | 52' |
| 17 | Centrocampista | Wilmer Fuentes | 68' |
| 10 | Centrocampista | Joshua Vargas  | 74' |
| 6  | Centrocampista | John Suazo     | 82' |

| 66' · 76' | Erick Andino Félix Crisanto | 1:0 2:0 |

| 83' | Júnior Lacayo | 2:1 |

| Principal | Orlando Hernández |